# U-14 (Kriegsmarine)
U-14 je bila nemška vojaška podmornica Kriegsmarine, ki je bila dejavna med drugo svetovno vojno.

## Zgodovina
Podmornica je sodelovala v poljski kampanji leta 1939 in operaciji Weserübung leta 1940.
Od leta 1941 do 1945 so jo uporabljali kot šolsko podmornico za urjenje novih podmorničarjev. 
U-14 je opravila 6 bojnih plovb, na katerih je potopila 9 trgovskih ladij s skupno tonažo 12.344 BRT. Večinoma je bila aktivna v Severnem morju.
Podmornica je bila 3. marca 1945 izvzeta iz aktivne službe in 5. maja v operaciji Mavrica (samopotopitev nemške flote) namerno uničena. Po vojni so jo dvignili in razrezali za staro železo.

## Poveljniki
| Poveljniki |                 |                        |                                    |
| Št.        | Čin             | Ime                    | Poveljstvo                         |
| 1.         | Kapitanporočnik | Victor Oehrn           | 18. januar 1936 - 4. oktober 1937  |
| 2.         | Kapitanporočnik | Horst Wellner          | 5. oktober 1937 - 18. oktober 1939 |
| 3.         | Nadporočnik     | Herbert Wohlfarth      | 19. oktober 1939 - 1. junij 1940   |
| 4.         | Kapitanporočnik | Gerhard Bigalk         | 2. junij 1940 - avgust 1940        |
| 5.         | Nadporočnik     | Hans Heidtmann (v.d.)  | avgust 1940 - 29. september 1940   |
| 6.         | Kapitanporočnik | Jürgen Könenkamp       | 30. september 1940 - 19. maj 1941  |
| 7.         | Nadporočnik     | Hubertus Purkhold      | 20. maj 1941 - 9. februar 1942     |
| 8.         | Nadporočnik     | Klaus Petersen         | 10. februar 1942 - 30. junij 1942  |
| 9.         | Nadporočnik     | Walter Köhntopp        | 1. julij 1942 - 20. julij 1943     |
| 10.        | Nadporočnik     | Karl-Hermann Bortfeldt | 21. julij 1943 - 1. julij 1944     |
| 11.        | Nadporočnik     | Hans-Joachim Dierks    | 2. julij 1944 - 6. marec 1945      |

## Tehnični podatki
| Kategorije                                    | Podatki         |
| --------------------------------------------- | --------------- |
| Teža (t): na površju pod površjem polna Teža  | 279 328 414     |
| Dolžina (m) - tlačni trup (m)                 | 42,70 - 28,20   |
| Širina (m) - tlačni trup (m)                  | 4.08 - 4,00     |
| Izpodriv (m)                                  | 3,90 m          |
| Višina (m)                                    | 8,60            |
| Moč (hp): na površju pod podvršjem            | 700 360         |
| Hitrost (vozlov): na površju pod podvršjem    | 13,0 7,0        |
| Doseg (milja/vozel): na površju pod podvršjem | 3100/8 43/4     |
| Torpeda/Torpedne cevi                         | 5/3 (na premcu) |
| Mine                                          | 12 TMA          |
| Posadka                                       | 22-24           |
| Maksimalni potop (m)                          | 150             |

## Potopljene ladje
| Datum            | Ime                         | Država              | Tonaža    | Usoda      |
| ---------------- | --------------------------- | ------------------- | --------- | ---------- |
| 25. januar 1940  | Biarritz (trgovska ladja)   | Norveška            | 1.752 BRT | potopljena |
| 15. februar 1940 | Sleipner (trgovska ladja)   | Danska              | 1.066 BRT | potopljena |
| 16. februar 1940 | Liana (trgovska ladja)      | Švedska             | 1.646 BRT | potopljena |
| 16. februar 1940 | Osmed (trgovska ladja)      | Švedska             | 1.526 BRT | potopljena |
| 16. februar 1940 | Rhone (trgovska ladja)      | Danska              | 1.064 BRT | potopljena |
| 7. marec 1940    | Vecht (trgovska ladja)      | Nizozemska          | 1.965 BRT | potopljena |
| 9. marec 1940    | Abbotsford (trgovska ladja) | Združeno kraljestvo | 1.585 BRT | potopljena |
| 9. marec 1940    | Akeld (trgovska ladja)      | Združeno kraljestvo | 643 BRT   | potopljena |
| 9. marec 1940    | Borthwick (trgovska ladja)  | Združeno kraljestvo | 1.097 BRT | potopljena |